# لویی گارد
لویی گارد (فرانسوی: Louis Gardel‎) زادهٔ ۱۹۳۹) یک فیلم‌نامه‌نویس، ناشر و رمان‌نویس اهل فرانسه است. وی عضو دائمی هیئت داوران جایزه رنودو می‌باشد.
وی همچنین برنده جوایزی همچون جایزه بزرگ رمان فرهنگستان فرانسه (۱۹۸۰) شده است.